# Petitionsausschuss des nordrhein-westfälischen Landtags

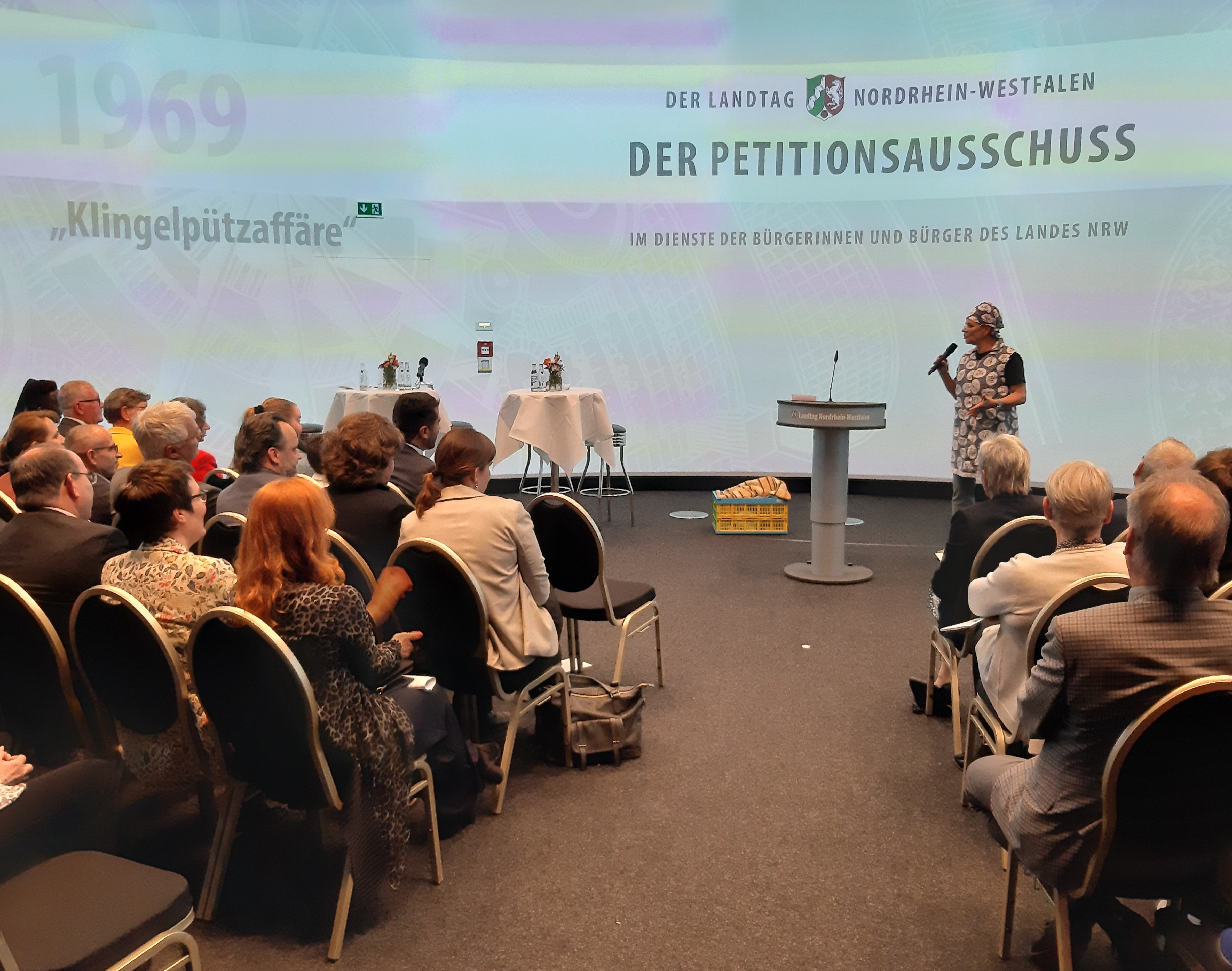
Jubiläumsveranstaltung zum Artikel 41a der Landesverfassung – Esther Münch als Reinigungsfachkraft Waltraud Ehlert

Der Petitionsausschuss des nordrhein-westfälischen Landtags ist ein Ausschuss des Landtag Nordrhein-Westfalen. Er befasst sich mit Eingaben von Bürgern Nordrhein-Westfalens, die sich von einer Bundes- oder Landesbehörde ungerecht behandelt fühlen. Seit der 17. Wahlperiode ist Serdar Yüksel (SPD) Vorsitzender des Petitionsausschusses NRW.

## Rechtsgrundlagen
Das Petitions-Grundrecht ist in Art. 17 Grundgesetz und Art. 41a der Verfassung für das Land Nordrhein-Westfalen verankert.
Der Petitionsausschuss hat besondere gesetzliche Befugnisse nach dem Gesetz nach Artikel 45c des Grundgesetzes, um für seine Tätigkeit relevante Sachverhalte aufklären zu können. Dazu gehört zum Beispiel das Recht auf Aktenvorlage, Auskunftserteilung und Zutritt zu Behörden. Dies kann nur verweigert werden, wenn der Vorgang aufgrund eines Gesetzes geheim gehalten werden muss oder sonstige zwingende Geheimhaltungsgründe bestehen. Gerichte und Verwaltungsbehörden sind zur Amtshilfe verpflichtet.
Der Petitionsausschuss kann sowohl den Petenten als auch Zeugen und Sachverständige vorladen und anhören.

## Petitionen

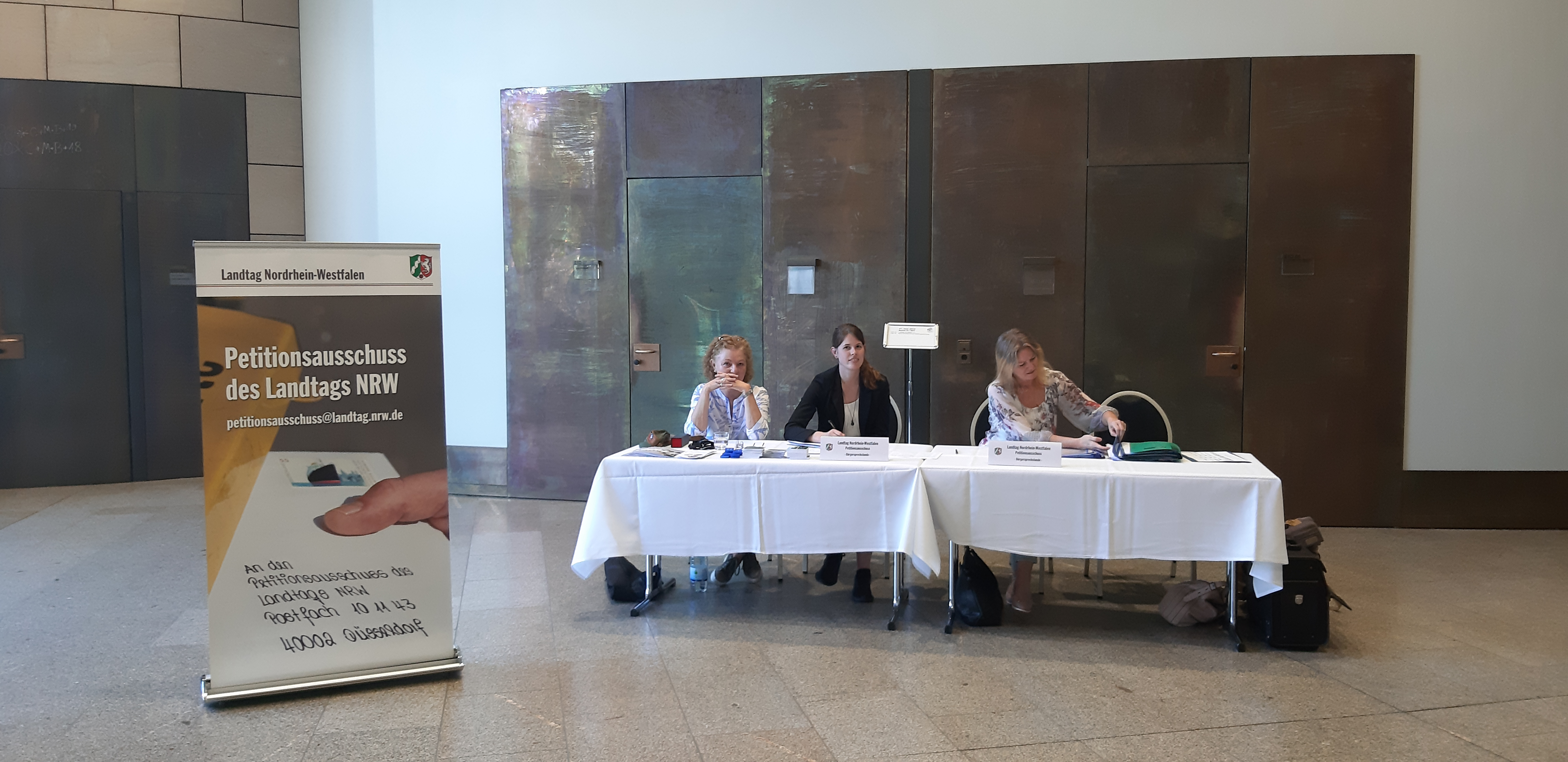
Bürgersprechstunde

Bürger, die sich von einer Landesbehörde falsch behandelt fühlen, können sich mit einer formlosen, schriftlichen Beschwerde an den Petitionsausschuss wenden. Auch die Abgabe einer Online-Petition über dessen Internetseiten ist möglich.